# COME OVER TO THE DEEPEND
『COME OVER TO THE DEEPEND』（カム・オーバー・トゥ・ザ・ディープエンド）は、COALTAR OF THE DEEPERSの3枚目のオリジナル・アルバム。2000年3月8日にMUSIC MINEから発売された。
本作より女性ギタリストのICHIMAKIが加入し、NARASAKIとの男女のツインボーカルも特徴的である。
レコーディングはニューヨークで行われており、各曲のラストには現地のスタッフによる様々な言語での本バンドの解説ナレーションが挿入されている（アート・リンゼイも参加している）。

## 収録曲
1. MARS ATTACKS! [2:01]
2. UNLIMBER [3:59]
『THE BREASTROKE II』にも収録されている。
3. HARD REALITY [6:56]
4. TASTE [9:11]
次曲『C/O/T/D』とはほぼギャップレスで繋がっている。
5. C/O/T/D [4:06]
本アルバムのリードトラックで、PVが製作されている。
曲名はバンド名と本アルバムの略称をかけている。
『THE BREASTROKE II』にも収録されている。
6. THUNDERBOLT [6:54]
7. THRASH LIVES IN SAVAGELY [6:18]
8. AKI NO GYOUNINZAKA [5:09]
同バンドの楽曲の中で行人坂と名の付く4曲の内の1曲。
インストである『Fuyunogyouninzaka』を除き、これらの楽曲群の中で唯一ベスト盤に収録されていない。
9. SYNTHETIC SLIDE [24:27]
曲終了後、ブランクを置いてシークレットトラック『I LOVE N.Y.』が挿入されている。